# Иванчиково (Курская область)
Ива́нчиково — село в Льговском районе Курской области России. Административный центр Иванчиковского сельсовета.

## География
Село находится а западе центральной части Курской области, в пределах южной части Среднерусской возвышенности, в лесостепной зоне, на левом берегу ручья Кочетна, на расстоянии примерно 8 км (по прямой) к северо-востоку от города Льгов, административного центра района. Абсолютная высота — 164 м над уровнем моря.

### Климат
Климат характеризуется как умеренно континентальный, с тёплым летом и умеренно холодной зимой. Среднегодовая температура воздуха — 5,7 °С. Средняя температура воздуха самого тёплого месяца (июля) — 19,4 °C (абсолютный максимум — 32 °С); самого холодного (января) — −8,1 °C (абсолютный минимум — −26 °С). Безморозный период длится около 150 дней в году. Среднегодовое количество атмосферных осадков составляет 563 мм, из которых 391 мм выпадает в период с апреля по октябрь.
| Показатель                                                                      | Янв. | Фев. | Март | Апр. | Май  | Июнь | Июль | Авг. | Сен. | Окт. | Нояб. | Дек. | Год  |
| ------------------------------------------------------------------------------- | ---- | ---- | ---- | ---- | ---- | ---- | ---- | ---- | ---- | ---- | ----- | ---- | ---- |
| Средний суточный максимум, °C                                                   | −3,9 | −3   | 2,9  | 13   | 19,3 | 22,6 | 25,1 | 24,4 | 18,1 | 10,5 | 3,5   | −1,1 | 11,0 |
| Средняя температура, °C                                                         | −6   | −5,5 | −0,7 | 8,2  | 14,6 | 18,3 | 20,8 | 19,8 | 13,9 | 7,3  | 1,3   | −3   | 7,4  |
| Средний суточный минимум, °C                                                    | −8,4 | −8,5 | −4,7 | 2,8  | 9,1  | 12,9 | 15,8 | 14,7 | 9,7  | 4    | −1    | −5,2 | 3,4  |
| Норма осадков, мм                                                               | 50   | 44   | 48   | 50   | 63   | 71   | 77   | 54   | 57   | 57   | 48    | 49   | 668  |
| Источник: Погода по месяцам c ru.climate-data.org(дата обращения: Октябрь 2021) |      |      |      |      |      |      |      |      |      |      |       |      |      |

### Часовой пояс
Село Иванчиково, как и вся Курская область, находится в часовой зоне МСК (московское время). Смещение применяемого времени относительно UTC составляет +3:00.

## Население
| 2002 | 2010 |
| ---- | ---- |
| 464  | ↘370 |

### Половой состав
По данным Всероссийской переписи населения 2010 года, в половой структуре населения мужчины составляли 44,3 %, женщины — соответственно 55,7 %.

### Национальный состав
Согласно результатам переписи 2002 года, в национальной структуре населения русские составляли 99 %.

## Улицы
В селе имеется одна улица — имени А. П. Овсянникова.

## Инфраструктура
Личное подсобное хозяйство. В селе 209 домов.

## Транспорт
Иванчиково находится в 14 км от автодороги регионального значения 38К-017 (Курск — Льгов — Рыльск — граница с Украиной) как часть европейского маршрута E38, в 5 км от автодороги 38К-023 (Льгов — Конышёвка), в 15,5 км от автодороги межмуниципального значения 38Н-362 (38К-017 — Николаевка — Ширково), на автодороге 38Н-437 (38К-023 — Ольшанка — Мармыжи — 38Н-362), в 5 км от ближайшего ж/д остановочного пункта 565 км (линия Навля — Льгов I).
В 149 км от аэропорта имени В. Г. Шухова (недалеко от Белгорода).